# جايسون جونز (مغني)
جايسون جونز (بالإنجليزية: Jason Jones)‏ هو مغني وكاتب أغاني أمريكي، ولد في 7 مارس 1970 في Crawfordville, Florida ‏ في الولايات المتحدة.

## وصلات خارجية
- الموقع الرسمي